# Herberg De Drie Ringen
De voormalige herberg De Drie Ringen is een voormalige dwarshuisboerderij op de hoek van de Eemstraat en de Kerkstraat in Soest. 
Het rijksmonument aan de Kerkstraat 11 werd omstreeks 1580 gebouwd, en in de eerste helft van de 18e eeuw ingrijpend verbouwd.
In 1974 werd de herberg geheel gerenoveerd waarbij de witte kalklaag werd weggehaald. 
De herberg droeg eerder de naam "in het Wapen van Gaasbeek" maar dit werd eind 17e eeuw veranderd in 'De Drie Ringen" naar de gelijknamige bierbrouwerij in Amersfoort die eigenaar was geworden van de herberg. 
De herberg wordt uitgebreid besproken in het eerste en tweede hoofdstuk van de roman Ferdinand Huyck van Jacob van Lennep.